# Bastien Toma
Pour les articles homonymes, voir Toma.
Bastien Toma, né le 24 juin 1999 à Sion en Suisse, est un footballeur suisse qui évolue au poste de milieu de terrain au FC Saint-Gall.

## Biographie

### En club

#### FC Sion
Il fait ses débuts en équipe première le 27 juillet 2017, en entrant en jeu au cours du match aller du troisième tour de qualification pour la Ligue Europa contre le FK Suduva (défaite 3-0). Il est titularisé pour la première fois le 4 novembre 2017, en championnat contre le FC Zurich. 
Le 29 avril 2018, il inscrit son premier but lors d'un match nul face au FC Zurich (1-1). 
Talentueux, le jeune valaisan se fait remarquer par son excellente vision du jeu et ses passes venues d'ailleurs. À Neuchâtel, le 7 octobre 2018, il réalise une passe décisive à l'aveugle mettant dans le vent neuf joueurs de Xamax, offrant ainsi un but à son coéquipier Ermir Lenjani.
Lors de la saison 2018-2019, il inscrit trois buts en Super League.

##### KRC Genk
Le 11 septembre 2020, il rejoint le championnat de Belgique et le KRC Genk pour un montant de 3,7 millions d'Euros. Il inscrit son premier but le 24 janvier 2021 lors d'un match au sommet au Club de Bruges.

### En équipe nationale
Avec les moins de 18 ans, il inscrit un but lors d'un match amical contre la Norvège en octobre 2016 (victoire 0-2).
Avec les espoirs, il inscrit un but lors d'un match amical contre la Croatie, le 22 mars 2019 (victoire 4-1). Par la suite, lors du second semestre 2019, il délivre trois passes décisives lors des éliminatoires de l'Euro espoirs 2021. Le 15 octobre, il officie pour la première fois comme capitaine des espoirs, contre l'Azerbaïdjan.

## Statistiques
| Saison                | Club                  | Championnat           | Championnat | Championnat | Coupe(s) nationale(s) | Coupe(s) nationale(s) | Compétition(s) continentale(s) | Compétition(s) continentale(s) | Compétition(s) continentale(s) | Sélection      | Sélection | Sélection | Total | Total |
| Saison                | Club                  | Division              | M.          | B.          | M.                    | B.                    | Comp.                          | M.                             | B.                             | Équipe         | M.        | B.        | M.    | B..   |
| 2016-2017             | FC Sion M21           | Promotion League      | 15          | 0           | -                     | -                     | -                              | -                              | -                              | -              | -         | -         | 15    | 0     |
| 2017-2018             | FC Sion M21           | Promotion League      | 9           | 1           | -                     | -                     | -                              | -                              | -                              | -              | -         | -         | 9     | 1     |
| Sous-total            | Sous-total            | Sous-total            | 24          | 1           | -                     | -                     | -                              | -                              | -                              | -              | -         | -         | 24    | 1     |
| 2017-2018             | FC Sion               | Super League          | 21          | 1           | 1                     | 0                     | C3                             | 1                              | 0                              | Suisse espoirs | 1         | 0         | 24    | 1     |
| 2018-2019             | FC Sion               | Super League          | 32          | 3           | 4                     | 4                     | -                              | -                              | -                              | Suisse espoirs | 3         | 1         | 39    | 8     |
| 2019-2020             | FC Sion               | Super League          | 12          | 2           | 3                     | 3                     | -                              | -                              | -                              | Suisse espoirs | 4         | 0         | 19    | 5     |
| Sous-total            | Sous-total            | Sous-total            | 65          | 6           | 8                     | 7                     | -                              | 1                              | 0                              | Suisse espoirs | 8         | 1         | 82    | 14    |
| Total sur la carrière | Total sur la carrière | Total sur la carrière | 89          | 7           | 8                     | 7                     | -                              | 1                              | 0                              | Suisse espoirs | 8         | 1         | 106   | 15    |